# Jan Włodzimierz Sznajder
Jan Włodzimierz Sznajder (ur. 26 czerwca 1933 w Lądku) – polski artysta malarz, rzeźbiarz, pisarz, poeta, regionalista.

## Życiorys
Rodzice Włodzimierz Sznajder i Maria Sznajder z domu Kukulska, oboje byli nauczycielami. Ojciec był oficerem Wojska Polskiego, rannym w czasie kampanii wrześniowej. Dzieciństwo, które przypadło na czas okupacji, spędził w rodzinnym Lądku.   
Członek Polskiej Partii Wolności, w 1949 roku złożył przysięgę wojskową w KWP AK (Konspiracyjne Wojsko Polskie – Armia Krajowa) rejonu Konin – Słupca, jako szeregowiec ps. „Czar”. W latach 1949–1950 brał udział w akcjach inwigilacyjnych, ostrzegawczych i propagandowych w ramach K.W.P.  Aresztowany 29.09.1950 przeszedł ciężkie śledztwo w Urzędzie Bezpieczeństwa w Poznaniu przy ul. Kochanowskiego i ul. 27 Grudnia. Skazany został przez Wojskowy Sąd Rejonowy w Poznaniu z art. 86 par. 2 Kodeksu Karnego Wojska Polskiego na 12 lat więzienia. Więziony we Wronkach, Rawiczu i Potulicach. Przez 2 lata pobytu we Wronkach więziony był w 1 pawilonie, oddziału C o zaostrzonym rygorze. W wyniku ogłoszonej amnestii zmniejszono mu wyrok – jako niepełnoletniemu w chwili wyroku – do 6 lat, a w 1955 r., po pięcioletnim pobycie w więzieniu, ze względu na zły stan zdrowia został zwolniony warunkowo, z obowiązkiem okresowego meldowania się w komisariacie milicji.   
W 1959 r.  ukończył Studium Plastyczne w Warszawie w pracowni prof. Mariana Tomaszewskiego. Był członkiem grupy plastyków „Nałęczów 56”.   
Po zmianie ustrojowej w Polsce, 29.08.1991 r. został członkiem Związku Więźniów Politycznych Okresu Stalinowskiego – Oddział Wielkopolska w Poznaniu. 2 stycznia 1992 r. na mocy Ustawy Sejmowej z dnia 24 stycznia 1991 r. art.1 i art. 3 otrzymał uprawnienia kombatanckie. Zaczyna współpracę z Instytutem Pamięci Narodowej Oddział Poznań, przygotowując oprawę plastyczną I Zjazdu Więźniów Politycznych Okresu Stalinowskiego na dzień 22 maja 1993 r. we Wronkach. Jest autorem plakietki zjazdowej, wykonanej na podstawie wyrytej przez siebie w 1951 r. na drzwiach celi we Wronkach sylwety orła. Emblemat ten został wykorzystany jako symbol na grobach zmarłych lub zamęczonych w latach 1945–1956 we Wronkach. lPN Oddział Wielkopolska wydał informator „Centralne Więzienie Karne we Wronkach lat 1945–56” w opracowaniu graficznym Jana Sznajdra.    
Jego wspomnienia więzienne zostały wydrukowane w publikacjach książkowych – „W złowieszczych murach Wronek i Rawicza lat 1945–56” Poznań 1995 i „Powrót do Wronek” Wronki 1995. Wydał także własne wspomnienia konspiracyjne i więzienne na tle istniejących warunków politycznych i działającego podziemia w Polsce pt. „Szkło bolesne” Konin 1997. Przez wiele lat był stałym korespondentem miesięcznika „Wronieckie sprawy”, pisząc artykuły o żołnierzach podziemia, osadzonych w więzieniu Wronki. Jest autorem szeregu kart pocztowych tematyki więziennej okresu 11 Konspiracji.1 września 1996 r. Zarząd Główny Związku Więźniów Politycznych Okresu Stalinowskiego przyznał mu odznaczenie – „Krzyż Więźnia Politycznego”. W dniu 27 kwietnia 2023 r. przejął obowiązki Prezesa Konińskiego Oddziału Związku Inwalidów Wojennych RP.   
Zamiłowanie do sztuki, a w szczególności malarstwa /którym zajmował się również jego ojciec Włodzimierz/ wyniósł z rodzinnego domu.Z zawodu plastyk i nauczyciel. Zorganizował i prowadził pierwszą w historii Konina, pracownię plastyczną dla, dzieci i młodzieży przy Domu Kultury w Koninie. W latach 1965–2000 prowadził zajęcia plastyczne z dziećmi kolejarzy w Koninie i Ogniska Środowiskowego TPD w Koninie. Był także konsultantem w Szkole Specjalnej w Koninie. Wychował kilku absolwentów szkół plastycznych. Prowadził instruktaż na terenie miasta i powiatu w zakresie estetyki klubów, spełniających rolę miejsc kultury. Był jednym z twórców, scenografem i aktorem „Kabaretu Koński Ogon”. Początkowo malował, później, w latach 70-80 również rzeźbił w drewnie. Zafascynowany kulturą i sztuką antyku, wielokrotnie był w Grecji. Jego prace często inspirowane są mitologią grecką. Własne prace plastyczne, oprócz wystaw krajowych, prezentował wielokrotnie w Koninie. Jego obrazy znajdują się w prywatnych zbiorach w Polsce, Holandii, Francji, Szwajcarii.    
W pomieszczeniach dworku w Posoce, w którym ze swoją partnerką życiową Bohdaną Czerwińską mieszka od lat sześćdziesiątych XX wieku, zorganizował i prowadzi Muzeum Sztuki Ludowej, posiadające atest konserwatora zabytków. Ekspozycja składa się z ok. 400 dzieł ludowych twórców. Zbiory oglądają miłośnicy sztuki ludowej w tym również obcokrajowcy, a także szkoły. Jan, Bohdana i dworek byli tematem etiud filmowych „Schronisko” i „Upał”. Był członkiem zarządu Towarzystwa Przyjaciół Konina. Jest współredaktorem dodatku do „Przeglądu Konińskiego” „Koniniana”. Dwukrotnie wyróżniony nagrodą „Kariatydy" obejmującą swoim zasięgiem rejon byłego Województwa Konińskiego. Wymieniony w plebiscycie jako jeden ze stu zasłużonych mieszkańców miasta. Otrzymał nagrodę Prezydenta Miasta Konina „za wieloletnią działalność i osiągnięcia w wzbogacaniu kulturalnego krajobrazu miasta Konina”. Przez tygodnik „Przegląd Koniński” wyróżniony nagrodą „Benedykt 2017”. Wyróżniony honorowymi odznaczeniami „Za Zasługi” – dla Miasta Konina, dla Powiatu Konińskiego, dla Województwa Konińskiego, dla Województwa Wielkopolskiego. Dwukrotnie odznaczony „Zasłużony Działacz Kultury” (1980 i 2004). W 2006 r. został uhonorowany odznaczeniem „Zasłużony dla Kultury Polskiej”.

## Publikacje
„Szkło bolesne” (wspomnienia więzienne, Konin 1997)  ISBN 83-86139-36-3
„Dopowiadanie obrazu” (zbiór wierszy, Konin 1998)  ISBN 83-86139-57-9
„Na obraz i podobieństwo” (zbioru wierszy, Konin )
„Punkt Odniesienia”  (zbiór opowiadań, Konin 2022)  ISBN 978-83-960106-9-8

### Publikacje zbiorowe
„W złowieszczych murach Rawicza i Wronek” (Poznań 1995) ISBN 8390175509, 9788390175508
„Powrót do Wronek” (Wronki 1995)
Liczne ilustracje książek Zygmunta Kowalczykiewicza, Anny Dragan i innych autorów związanych z Koninem

### Katalogi wystaw
- „Kamienie są wokół. Nie jestem kamieniem...” (Konin 2009)
- „Malarstwo i grafika[15]” (Konin 2015) ISBN 978-83-89690-41-8
- „Ekspresja i odwaga[16]” (Konin 2020)
- „Prawie wszystko[17]” (Konin 2021)

## Odznaczenia i wyróżnienia
- Krzyż Oficerski Orderu Odrodzenia Polski  (2008)
- Krzyż Orderu Krzyża Niepodległości  (2013)
- Złoty Krzyż Zasługi  (1997)
- Medal Stulecia Odzyskanej Niepodległości  (2020)
- Odznaka „Weteran Walk o Wolność i Niepodległość Ojczyzny (1995)
- Odznaka Za Zasługi dla Związku Kombatantów Rzeczpospolitej Polskiej i Byłych Więźniów Politycznych (2000)
- Złota Odznaka Honorowa Związku Inwalidów Wojennych RP (2002)
- Zasłużony Działacz Kultury  (2004)
- Zasłużony Dla Kultury Polskiej  (2006)
- Odznaka Honorowa Za Zasługi Dla Miasta Konina  (1999)
- Zasłużony Dla Powiatu Konińskiego  (2006)
- Za Zasługi Dla Województwa Konińskiego  (1998)
- Za Zasługi Dla Województwa Wielkopolskiego (2004)
- Krzyż Więźnia Politycznego  (1995)
- Medal "Pro Memoria"  (2005)
- Medal "Pro Patria"  (2013)
- Odznaka Honorowa Sybiraka (2010)
- Krzyż Za Wolność i Niepodległość  (Londyn 1989)
- Srebrny Medal Opiekuna Miejsc Pamięci Narodowej  (2008)
- Krzyż 100 lat Związku Inwalidów Wojennych Rzeczypospolitej Polskiej  (2018)